# Гимназия „Неофит Рилски“ (Кюстендил)
Гимназия „Неофит Рилски“ e среднообразователно училище в град Кюстендил, България, основано през 1879 година и съществувало до 29 юли 2016 година. Намира се на булевард „Цар Освободител“ № 2.

## История
Гимназията е открита на 3 октомври 1879 г. като Държавна реална гимназия, с директор Тодор Иванчов, бъдещ министър и министър-председател на България. Тя е една от първите гимназии създадени в страната след Освобождението, с прием на ученици от цяла Югозападна България. Модерно уредена за времето си и настанена в преустроена частна къща на Зейнел бег (на мястото на днешната градинка пред сградата на Областната администрация). През учебната 1881 /1882 г. се открива пансион. През същата учебна година са открити: училищна градина и ученическо дружество, което създава ученическа библиотека. В гимназията е създадена учителска или училищна библиотека.
На 9 февруари 1883 г. кюстендилското училище става Държавно трикласно училище с директор Димитър Попангелов, съгласно заповед на министър Константин Иречек. В този си вид то съществува до септември 1885 г. От 1885 до 1909 г. гимназията е преустроена в Педагогическо училище. От 1 септември 1885 г. над трикласното училище се открива двугодишен педагогически курс, а от 01.09.1886 г. е открит и ІІІ педагогически курс. През 1893 – 94 г. е построена специална сграда за Педагогическото училище (превърната в Съдебна палата през 1943 г., понастоящем се заема от общинската администрация).
През 1894/95 г. в училището се учат 1104 ученика, като 456 от тях са в педагогическия курс. След откриването на ІV педагогически курс през 1900/1901 г. училището се превръща в пълна педагогическа гимназия, която съществува така до 1908 г. Избирането на Неофит Рилски за патрон на гимназията става през 1904 г.
През 1904 – 1913 г. е построена настоящата сграда на гимназията на бул. Цар Освободител № 2. От 1.09.1909 г. Педагогическото училище започва да се преустройва в две гимназии: Мъжка и Девическа.
При управлението на БЗНС в периода 1920 – 1923 г. в резултат на преустройство на гимназиалното образование гимназията се заменя с реална гимназия с тригодишен курс.
През 1923 г. при управлението на Демократическия сговор започва присъединяване на девическата гимназия към мъжката гимназия и се създава Кюстендилската смесена гимназия с директор Йордан Захариев – до 1934 г. След преврата на 19.05.1934 г. са закрити много гимназии в страната. В югозападна България остават да съществуват само две пълни гимназии – в София и Кюстендил. През 1936 г. е завършено западното крило на гимназията, започнато през 1915 г. През 1937 г. със заповед на МНП от Кюстендилската гимназия са създадени две реални гимназии – мъжка и девическа с класически полукласически отдели.
През учебната 1950/1951 г. МНП взема решение мъжката гимназия да се нарича Първо средно мъжко училище. През учебната 1954/1955 г. всички гимназии в страната преминават към съвместно обучение на момчета и момичета и се формират смесени гимназии. Така дотогавашната мъжка гимназия започва да се нарича Първа смесена гимназия, с директор Методи Попов. Съществува и Втора смесена гимназия с директор Лидия Бусарска. През 1965 г. двете гимназии се сливат в една Политехническа смесена гимназия с директор Лидия Бусарска.
Със Заповед № Д-14/ 01. 08. 1973 г. на Министерството на народната просвета в Кюстендил от трите математически паралелки на Политехническата гимназия „Неофит Рилски“ се създава ново учебно заведение, което се отделя като Окръжна математическа гимназия „Димитър Каляшки“. За първи път в България, по подобие на Математическа гимназия № 442 в Москва, към кюстендилската гимназия се откриват и прогимназиални паралелки в V, VІ и VІІ клас.
През 1976 г. учителската колегия на гимназията е удостоена със званието „Образцов учителски колектив".
Със Заповед № РД-14-4/ 12. 04. 1985 г. на Министерството на народната просвета Окръжна математическа гимназия е преобразувана в природоматематическа (ПМГ) с възможност за обучение в профили „математика“, „физика“, „химия“ и „биология“.
Със същата заповед в ПМГ се осъществява прием в клас за интензивно изучаване на чужд език. През пролетта на 1992 г. С решение на Общинския съвет-Кюстендил училището се преименува в ПМГ „Проф. Емануил Иванов".
Политехническата гимназия „Неофит Рилски" съществува до 1981 г. с курс на обучение IX-XI клас. От учебната 1981 – 82 г. е преобразувана в ЕСПУ за ученици от I до X клас с 49 паралелки и 8 занимални. Работи по нова програма. Броят на учениците е около 1300. От 01.09.1992 г. ЕСПУ „Неофит Рилски“ е преобразувано в Гимназия „Неофит Рилски“.
През 1989/90 г. с решение на МНП от езиковите паралелки на ЕСПУ „Неофит Рилски“ се създава ново учебно заведение: Езикова гимназия „Д-р Петър Берон“, което се помещава в същата сграда.
През учебната 2015/2016 в гимназията се обучават 8 ученици по индивидуална програма. Масовата емиграция, ниската раждаемост, липсата на деца водят до това, че няма желаещи да учат в това учебно заведение. Неговият директор сам предлага на общинския съвет в Кюстендил то да бъде закрито. Решението е взето с 23 гласа „за“ и само един „против“.

## Директори
През 130-годишната история на Кюстендилската гимназия учебното заведение е ръководено от 37 директори.
Държавна реална гимназия (1879 – 1883), Държавно трикласно училище (1883 – 1885)), Педагогическо училище (1885 – 1909)
- Тодор Иванчов (1880 – 1883);
- Димитър Попангелов (1883 – 1887);
- Христо Цанев, Петър Въло, Петко Цонев, Стефан Аврамов, Панайот Стойнев, К.Богданов (периода 1887 – 1897);
- Илия Григориев (1897 – 1901);
- Янко Недев (1902 – 1903);
- Петър Минев (1904 – 1909)

Мъжка гимназия (1909 – 1923)
- Иван Клявков, Иван Камбуров, Борис Образописов и Илия Христофоров (1910 – 1922)

Женска гимназия (1909 – 1923)
- Йордан Захариев (1910 – 1922)

Кюстендилската смесена гимназия „Неофит Рилски“
- Йордан Захариев (1923 – 1934)
- Димитър Стоименов (1934 – 1936)

Мъжка гимназия (1937 – 1954)
- Йордан Харалампиев (1937 – 1945)
- Методи Попов (1945 – 1954)

-
Женска гимназия (1937 – 1954)
- Димитър Стоименов (1937 – 1945)
- Лидия Бусарска (1937 – 1945)

Първа смесена гимназия (1954 – 1964)
- Методи Попов (1954 – 1964)

Втора смесена гимназия (1954 – 1964)
- Лидия Бусарска (1954 – 1964)

Политехническа смесена гимназия „Неофит Рилски“ (1965 – 1981)
- Лидия Бусарска (1965 – 1969)
- Георги Масларски (1970 – 1972)
- Ст. Мирчев (1973 – 1974)
- Борис Пейчинов (1975 – 1980)

ЕСПУ „Неофит Рилски“ (1981 – 1992)
- Борис Пейчинов (1981 – 1985)
- Невена Двоячка (1985 – 1989)
- Асен Клинчарски (1989 – 1992)

Гимназия „Неофит Рилски“ (от 1992)
- Венета Генова, Ганка Чанева, Агна Миланова, Камен Димитров (1992 – 2000)
- Емилия Димитрова (2000 – 2007)
- Ганка Чанева (от 2007)

## Чужди преподаватели
В дългогодишната история на гимназията свой принос в обучението имат и специалисти от други европейски държави. Това се отнася главно за първите десетилетия след създаване на гимназията. Заслужава да се отбележи приноса на чешките учители Вилхелм Красни (1879 – 1881), Антон Шпулак (1880 – 1883), Венцеслав (Вацлав) Кауцки (1881 – 1885 и 1889 – 1891), Игнат Ирасек (1891 – 1893), Карел Махан (1897 – 1904); швейцареца Даниел Бланшу (1897 – 1904); руските учители Иван Ярищенко, Иван Стрелухов (1900 – 1907), Сергей Шишов (1939 – 1942) и др.

## Известни възпитаници на Гимназия „Неофит Рилски“
През 130-годишната история на учебното заведение, гимназията са завършили много видни и заслужили българи в най-различни сфери на обществено-икономическото, политическо и културно развитие.
Възпитаници на кюстендилската гимназия са: Димитър Пешев, Яне Сандански, Тодор Ангелов, Александър Димитров, Никола Шопов, Иван Момчилов, Владимир Бонев, Михаил Давидов, Йордан Иванов, Георги Колушки, Любен Тонев, Славчо Давидов, Делчо Сугарев, Йордан Захариев, Иван Кепов, Ефрем Каранов, Владимир Караманов, Стоян Венев, Кирил Цонев, Асен Василиев, Никола Мирчев, Борис Колев, Евтим Томов, Иван Ненов, Борис Елисеев, Емануил Попдимитров, Димитър Ангелов, Веса Паспалеева, Ефрем Каранфилов, Георги Струмски, Георги Горанов, Марин Големинов, Никола Въжаров, Никола Грънчаров, Димитър Табаков, Иван Мировски, Георги Ефремов, Райна Цанева и много други.